# Gennes (Doubs)
Pour les articles homonymes, voir Gennes.
Gennes est une commune française située dans le département du Doubs, la région culturelle et historique de Franche-Comté et la région administrative Bourgogne-Franche-Comté.
Ses habitants sont les Genniers et les Gennières.

## Géographie
Le village est établi au bord du premier plateau au pied du bois de la Côte qui domine la vallée du Doubs.

### Transport
La commune est desservie par la ligne  81  du réseau de transport en commun Ginko.

### Climat
Pour des articles plus généraux, voir Climat de la Bourgogne-Franche-Comté et Climat du Doubs.
En 2010, le climat de la commune est de type climat de montagne, selon une étude du Centre national de la recherche scientifique s'appuyant sur une série de données couvrant la période 1971-2000. En 2020, Météo-France publie une typologie des climats de la France métropolitaine dans laquelle la commune est exposée à un climat semi-continental et est dans la région climatique  Jura, caractérisée par une forte pluviométrie en toutes saisons (1 000 à 1 500 mm/an), des hivers rigoureux et un ensoleillement médiocre. 
Pour la période 1971-2000, la température annuelle moyenne est de 10,1 °C, avec une amplitude thermique annuelle de 17,3 °C. Le cumul annuel moyen de précipitations est de 1 281 mm, avec 13,2 jours de précipitations en janvier et 10,2 jours en juillet. Pour la période 1991-2020, la température moyenne annuelle observée sur la station météorologique de Météo-France la plus proche, « Besançon », sur la commune de Besançon à 7 km à vol d'oiseau, est de 11,4 °C et le cumul annuel moyen de précipitations est de 1 157,0 mm. 
La température maximale relevée sur cette station est de 40,3 °C, atteinte le 28 juillet 1921 ; la température minimale est de −20,7 °C, atteinte le 9 janvier 1985,,. 
Les paramètres climatiques de la commune ont été estimés pour le milieu du siècle (2041-2070) selon différents scénarios d'émission de gaz à effet de serre à partir des nouvelles projections climatiques de référence DRIAS-2020. Ils sont consultables sur un site dédié publié par Météo-France en novembre 2022.

## Urbanisme

### Typologie
Au 1er janvier 2024, Gennes est catégorisée bourg rural, selon la nouvelle grille communale de densité à 7 niveaux définie par l'Insee en 2022.
Elle est située hors unité urbaine. Par ailleurs la commune fait partie de l'aire d'attraction de Besançon, dont elle est une commune de la couronne,. Cette aire, qui regroupe 310 communes, est catégorisée dans les aires de 200 000 à moins de 700 000 habitants,.

### Occupation des sols
L'occupation des sols de la commune, telle qu'elle ressort de la base de données européenne d’occupation biophysique des sols Corine Land Cover (CLC), est marquée par l'importance des forêts et milieux semi-naturels (49,9 % en 2018), une proportion identique à celle de 1990 (49,9 %). La répartition détaillée en 2018 est la suivante : 
forêts (43,7 %), terres arables (20 %), zones agricoles hétérogènes (13,2 %), prairies (7,6 %), milieux à végétation arbustive et/ou herbacée (6,2 %), zones urbanisées (5,5 %), zones industrielles ou commerciales et réseaux de communication (3,8 %). L'évolution de l’occupation des sols de la commune et de ses infrastructures peut être observée sur les différentes représentations cartographiques du territoire : la carte de Cassini (XVIIIe siècle), la carte d'état-major (1820-1866) et les cartes ou photos aériennes de l'IGN pour la période actuelle (1950 à aujourd'hui).

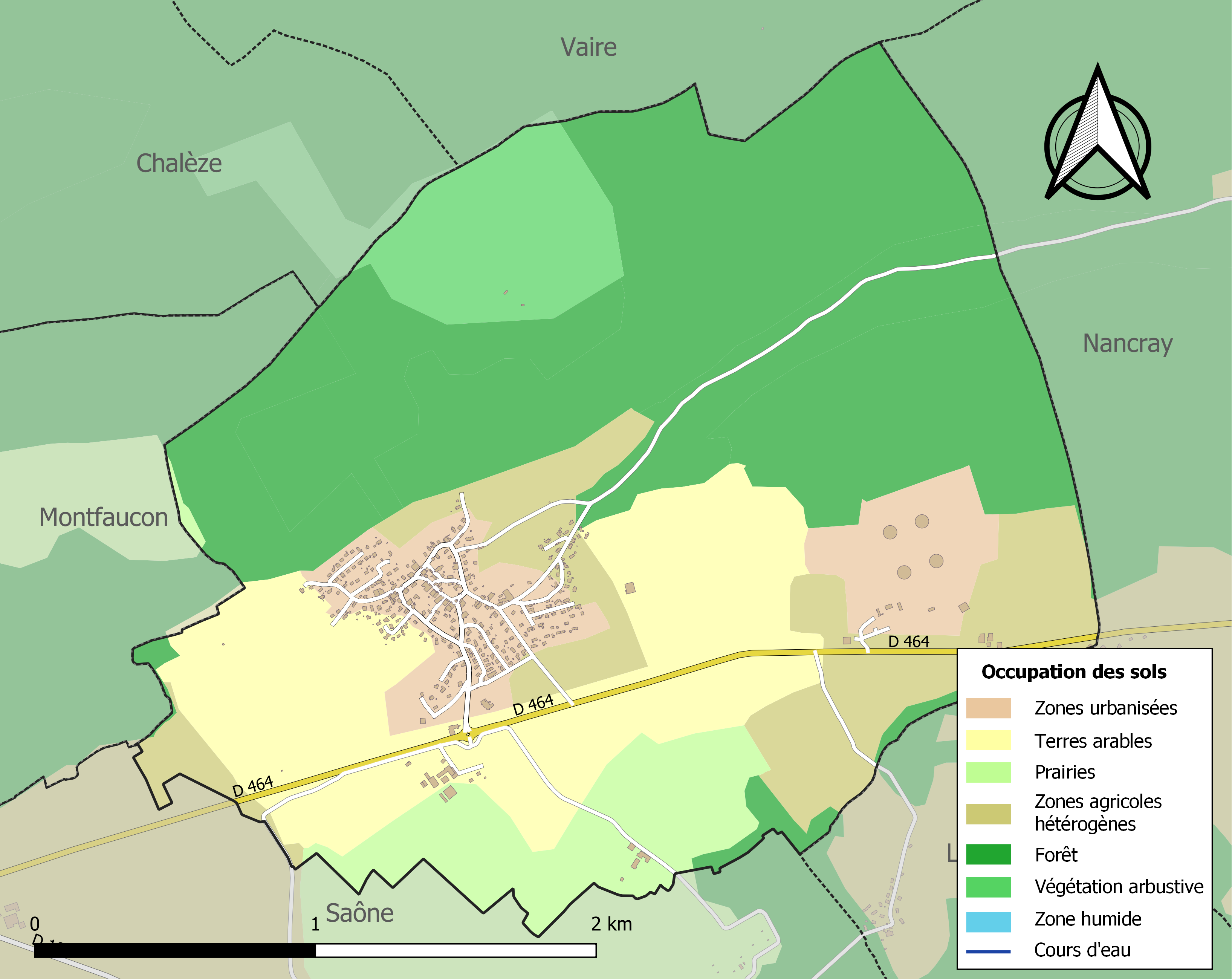
Carte des infrastructures et de l'occupation des sols de la commune en 2018 (CLC).

## Toponymie
Geine en 1262 ; Gena en 1275 ; Gennes de la fin du XIVe siècle au XVe siècle ; Gesne en 1692 ; Genne en 1790, 1807 ; Genes en 1842, 1855 ; Gennes depuis 1859.

## Histoire
La communauté de Gennes ne disposait d'aucun bassin pour abreuver le bétail ; aussi, en 1770, elle se propose de construire trois fontaines, et en 1789, de réparer la fontaine Saint Gengulph située en dehors du village. Mais à la suite d'une pénurie prolongée d'eau, il est décidé de construire une nouvelle fontaine au centre du village.
Par décret royal du 17 juillet 1819, les communes de la Chevillotte, de Gennes, de Mamirolle, de Le Gratteris, de Montfaucon, de Morre et de Saône faisant alors partie du canton de Roulans, arrondissement de Baume, département du Doubs seront distraites de ce canton et réunies au canton sud de la ville de Besançon, arrondissement de Besançon.
En 1839, l'architecte Martin présente les plans d'un lavoir. Mais une nouvelle municipalité propose, en 1840, de compléter cet édifice en cours de construction, en le surélevant d'un étage afin d'y aménager une salle de réunion qui remplacera la maison commune existante. Les travaux exécutés par Bastide d'Ornans, sont réceptionnés en 1844. C'est ainsi que fut construite l'actuelle mairie de Gennes.

## Politique et administration
| Période                                  | Période  | Identité       | Étiquette | Qualité                     |
| ---------------------------------------- | -------- | -------------- | --------- | --------------------------- |
| 1989                                     | 2008     | Gabriel Jannin |           |                             |
| 2008                                     | 2014     | Maryse Millet  |           | Attachée de direction       |
| 2014                                     | 2020     | Thérèse Robert | SE        | Retraitée Fonction publique |
| 2020                                     | En cours | Jean Simondon  | SE        | Retraité Agro-alimentaire   |
| Les données manquantes sont à compléter. |          |                |           |                             |

## Démographie
L'évolution du nombre d'habitants est connue à travers les recensements de la population effectués dans la commune depuis 1793. Pour les communes de moins de 10 000 habitants, une enquête de recensement portant sur toute la population est réalisée tous les cinq ans, les populations de référence des années intermédiaires étant quant à elles estimées par interpolation ou extrapolation. Pour la commune, le premier recensement exhaustif entrant dans le cadre du nouveau dispositif a été réalisé en 2004.

En 2022, la commune comptait 676 habitants, en évolution de −0,59 % par rapport à 2016 (Doubs : +1,88 %, France hors Mayotte : +2,11 %).
| 1793 | 1800 | 1806 | 1821 | 1831 | 1836 | 1841 | 1846 | 1851 |
| ---- | ---- | ---- | ---- | ---- | ---- | ---- | ---- | ---- |
| 213  | 213  | 245  | 289  | 297  | 290  | 301  | 321  | 303  |

| 1856 | 1861 | 1866 | 1872 | 1876 | 1881 | 1886 | 1891 | 1896 |
| ---- | ---- | ---- | ---- | ---- | ---- | ---- | ---- | ---- |
| 275  | 254  | 256  | 252  | 244  | 269  | 254  | 230  | 209  |

| 1901 | 1906 | 1911 | 1921 | 1926 | 1931 | 1936 | 1946 | 1954 |
| ---- | ---- | ---- | ---- | ---- | ---- | ---- | ---- | ---- |
| 189  | 172  | 192  | 146  | 159  | 146  | 159  | 184  | 192  |

| 1962 | 1968 | 1975 | 1982 | 1990 | 1999 | 2004 | 2006 | 2009 |
| ---- | ---- | ---- | ---- | ---- | ---- | ---- | ---- | ---- |
| 156  | 174  | 293  | 375  | 501  | 570  | 632  | 634  | 605  |

| 2014 | 2019 | 2022 | - | - | - | - | - | - |
| ---- | ---- | ---- | - | - | - | - | - | - |
| 653  | 682  | 676  | - | - | - | - | - | - |

## Culture locale et patrimoine

### Lieux et monuments
- La mairie-lavoir de Gennes, construite en 1844, a été inscrite aux Monuments historiques en 1975.
- L'église Saint-Gengulph, dont plusieurs vitraux ont été brisés par l'explosion du magasin à poudre du fort de Montfaucon en 1906[23],[15].
- La chapelle de Laramey au bord de la route départementale D464.

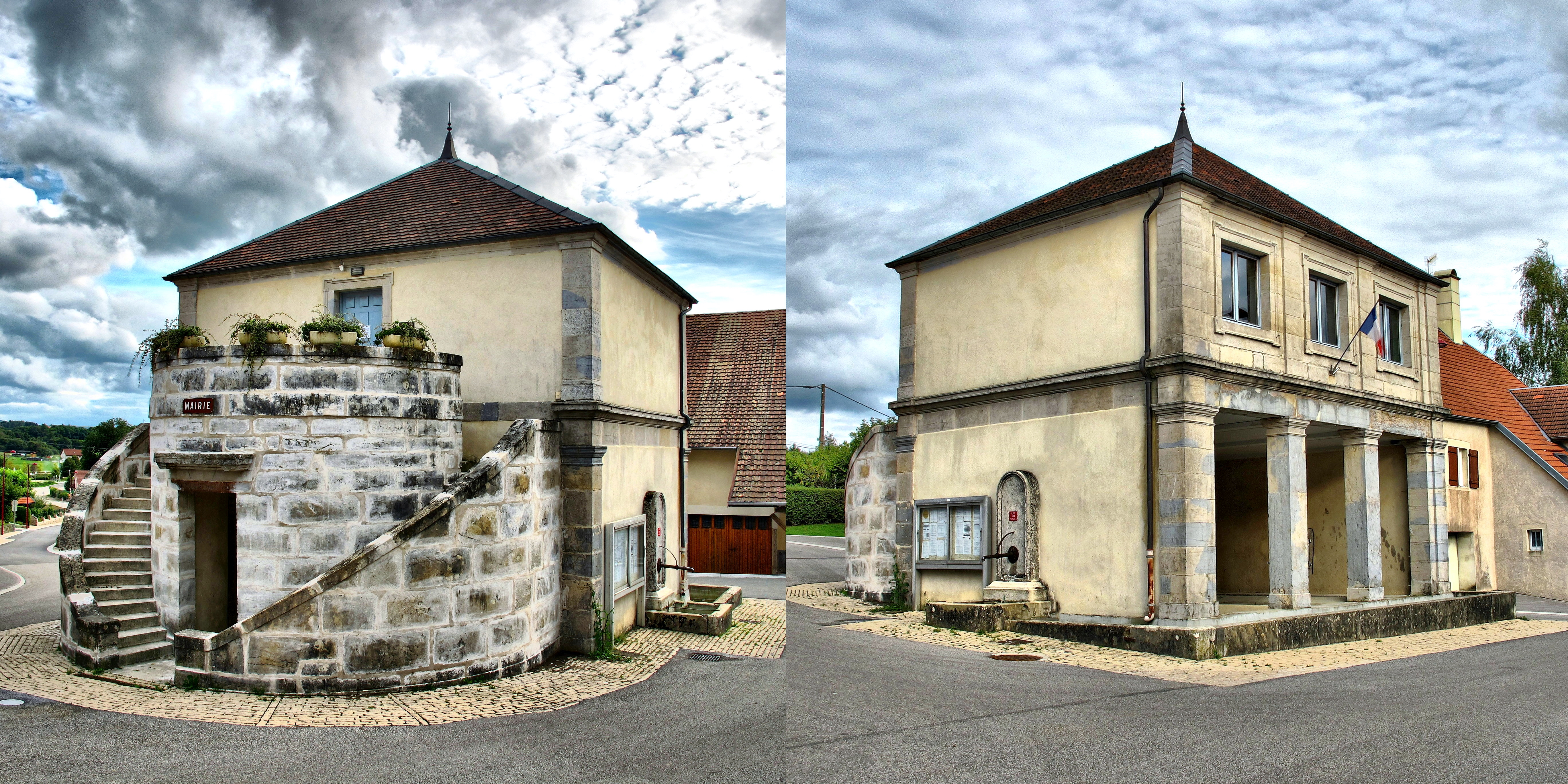
Mairie-lavoir.
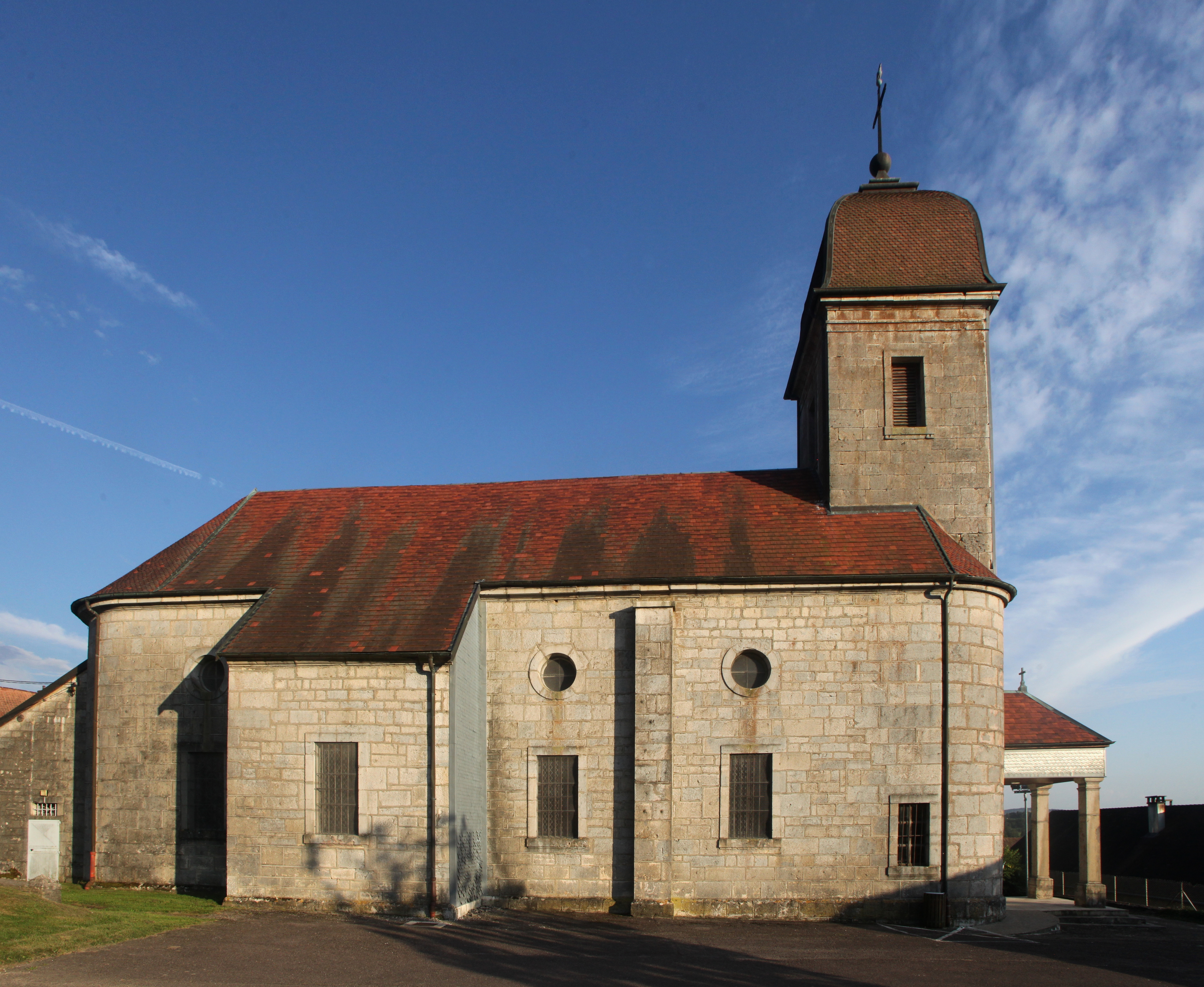
Église.
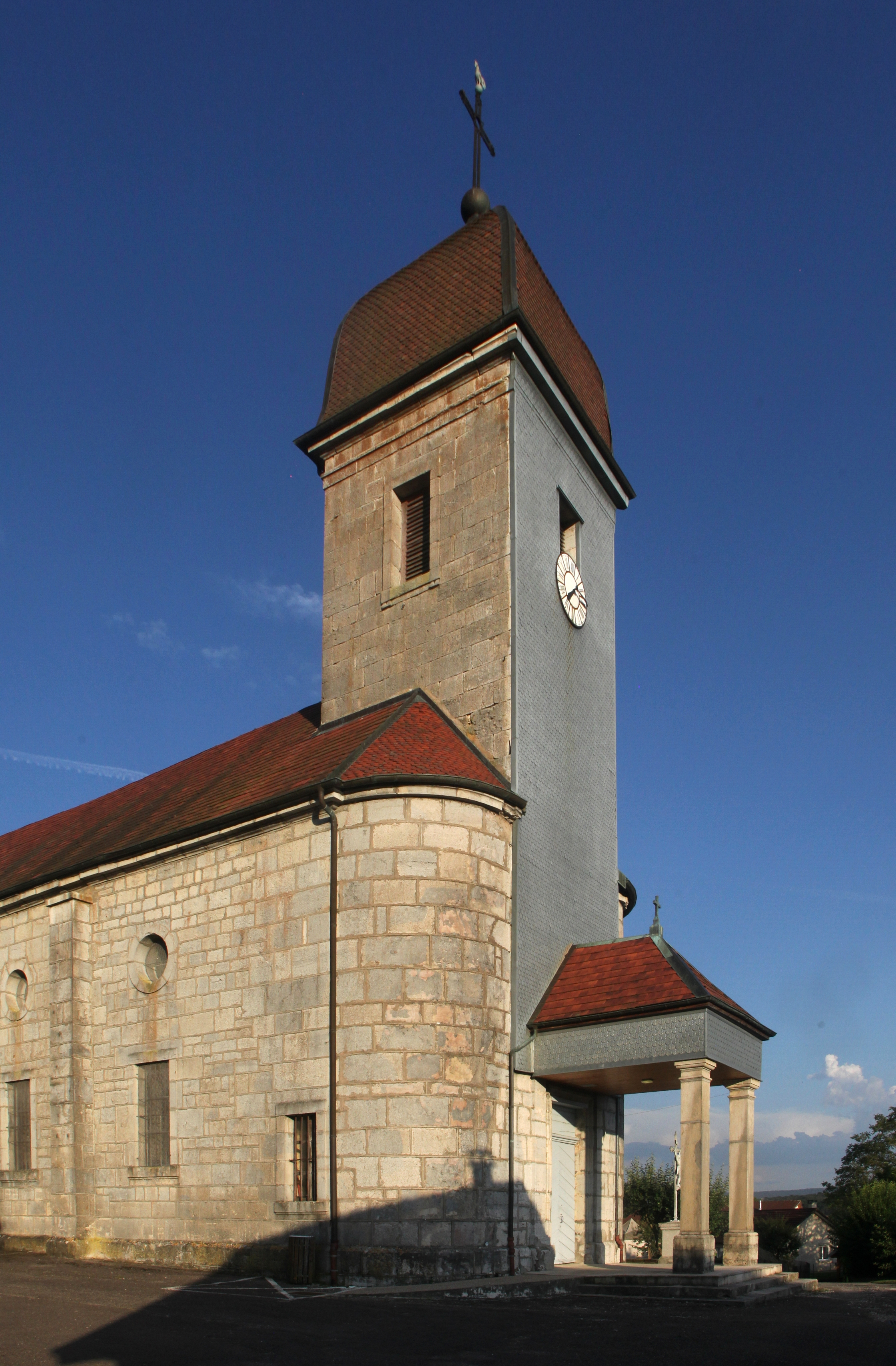
Église.
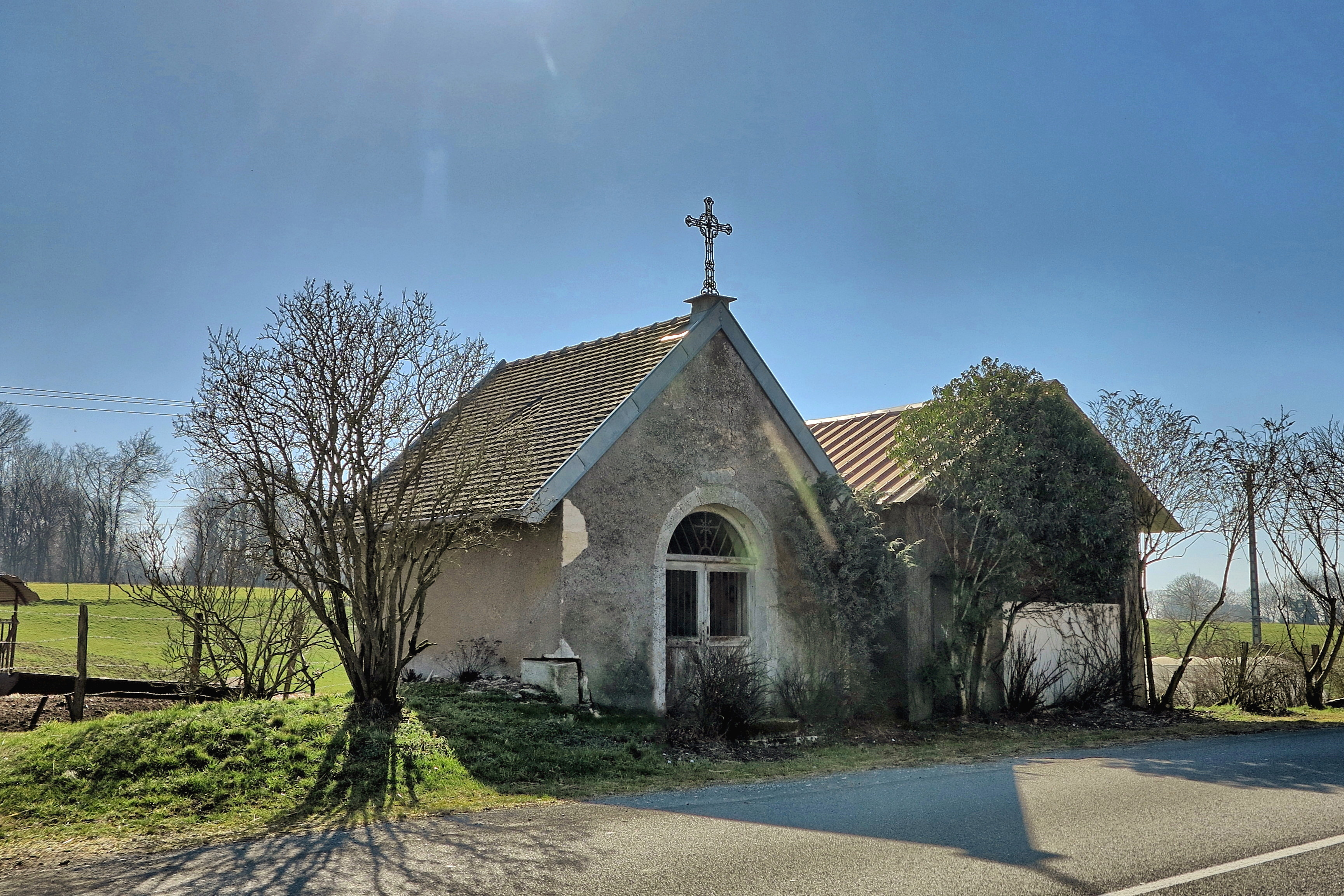
Chapelle de Laramey.

### Héraldique
La famille de Gennes portait pour armes : « Une fasce accompagnée en chef de trois coquilles », où les couleurs nous restent inconnues.